# نادژدا گایرووا
نادژدا گایرووا (چکی: Naděžda Gajerová؛ ‏ ۱۱ مارس ۱۹۲۸ - ۸ ژانویهٔ ۲۰۱۷) شاعر، نویسندهٔ لیبرتو و کتاب‌های کودکان، ترانه‌سرا و بازیگر اهل جمهوری چک بود. 
از فیلم‌ها یا مجموعه‌های تلویزیونی که وی در آن‌ها نقش داشته است، می‌توان به اعتصاب اشاره نمود.